# سيرات
سيرات إحدى بلديات دائرة بوقيرات التابعة لولاية مستغانم.